# Sidi Slimane Moul Al Kifane
Sidi Slimane Moul Al Kifane est une ville de la Préfecture de Meknès de la région de Fès-Meknès au Maroc.